# Stagnicola
Stagnicola là một chi nấm thuộc bộ Agaricales. Loài duy nhất của chi này là Stagnicola perplexa. Về mặt nghiên cứu phát sinh chủng loại phân tử, Stagnicola tương đối biệt lập họ hàng gần nhất với chi này có thể là chi Mythicomyces của họ Psathyrellaceae.
Stagnicola perplexa hiếm mọc trên thế giới, nó nằm trong danh sách nấm hiếm ở vùng Tây Bắc Thái Bình Dương của Hoa Kỳ và ở châu Âu.